# Душан Петровић (политичар)
Душан Петровић (Шабац, 8. септембар 1966) српски је политичар и правник. Бивши је министар правде и потпредседник Демократске странке.

## Биографија
У родном Шапцу је завршио основну школу и гимназију. Правни факултет је завршио у Београду.
Од 1992. до 2000. године бавио се адвокатуром. Од 2000. године до 2004. председник је СО Шабац и посланик у Већу грађана скупштине СРЈ.
Постао је члан Странке 1992, а 1996. године је изабран за председника Општинског одбора у Шапцу. За члана Председништва ДС-а изабран 2000. године, а други пут 5. октобра 2001. За посланика у Народној скупштини Републике Србије изабран је на изборима одржаним 28. децембра 2003. године. На XI скупштини Демократске странке, 22. фебруара 2004. године, изабран је за потпредседника. Од 4. марта 2004. године до именовања за шефа Посланичке групе ДС био потпредседник Скупштине Србије.
Дана 15. маја 2007. изабран је за министра правде у другој влади Војислава Коштунице. Ту функцију је обављао до јула 2008. Од 2011. до 2012. обављао је функцију министра пољопривреде, трговине шумарства и водопривреде у Влади Републике Србије.
Одлуком Главног одбора по којем су бивши министри били у обавези да врате мандат странци и због непоштовања партијске дисциплине, Извршни одбор је 31. јануара 2013. године искључио Душана Петровића из Демократске странке. На ову одлуку Петровић је поднео жалбу Статутарној комисији ДС-а која је одбијена. У Скупштини Србије формирао је нови посланички клуб Заједно за Србију од бивших чланова ДС-а.